# Kogepunkt
Kogepunktet er den temperatur hvor et stof overgår fra flydende form til gasform. F.eks. ligger vands kogepunkt på 100 °C ved 1 atmosfæres tryk. Kogepunkt kan forkortes TK.
Kogepunktet kan også kaldes fortætningspunkt når man betragter den modsatte proces: overgang fra gas til væske. Men det er den samme temperatur.